# Костёл на Скалке
 Памятник культуры Малопольского воеводства: регистрационный номер А-984 от  7 ноября 1994 года.
Костёл на Скалке или Церковь Святого Архангела Михаила и Святого Станислава (пол. Kościół św. Michała Archanioła i św. Stanisława Biskupa i Męczennika) — католическая церковь в Кракове, малая базилика, один из самых известных польских санктуариев. Имеет также наименование Скалка, что на польском языке означает «маленький камень». Такое наименование связано с тем, что церковь расположена на небольшом холме в Кракове, где по преданию в 1079 году по приказу польского короля Болеслава II Смелого был убит архиепископ Кракова святой Станислав. Эти события привели к изгнанию короля и канонизации убитого епископа.

## История
Первоначально на этом месте была построена романская церковь. В XIV веке король Казимир III построил на этом месте новую готическую церковь. С 1472 года этот храм был во владении монашеской общины отцов паулинов. В 1655 году церковь была осаждена шведами. В 1733—1751 годах церковь была перестроена в стиле барокко. В 1792 году в крипте храма были захоронены останки Яна Длугоша. В 1848—1858 годах часть монастырского комплекса использовалась австрийской армией в качестве казарм.
В 1889—1890 годах в храме проводился капитальный ремонт внутреннего интерьера по проекту Юлиана Недзельского. 3 ноября 1889 года обновлённый храм был освящён кардиналом Альбином Дунаевским. В 1890 году завершился ремонт церкви, в честь чего на фасаде была установлена мемориальная табличка.
В 1940 году во время немецкой оккупации был изъят серебряный оклад реликвария святого Станислава, который был изготовлен в XVI веке. В 1950 году начался очередной ремонт церкви, во время которого был обновлён фасад церкви.
7 ноября 1994 года церковь была внесена в реестр памятников культуры Малопольского воеводства.
В 2005 году Римский папа Бенедикт XVI присвоил церкви титул малой базилики.

## Крипта
В 1880 году польский архитектор Теофил Жебравский обустроил в крипте храма пантеон, который стал использоваться в качестве «национального Пантеона», став местом захоронения для многих выдающихся поляков.
В крипте находятся саркофаги тринадцати польских деятелей культуры.

## Источник
- Roman Grodecki, Sprawa św. Stanisława, Wydawnictwo Literackie, Kraków 1979.
- Tadeusz Grudziński, Bolesław Śmiały — Szczodry i biskup Stanisław, INTERPRESS, 1982.
- Kazimierz Szkaradek-Krotoski, Św Stanisław i jego zatarg z Bolesławem Śmiałym, Lwów 1905.
- Marian Plezia, Dookoła sprawy świętego Stanisława. Studium źródłoznawcze, w Analecta Cracoviensa, 1979 (XI) (II wyd.: Kraków 2003).